# Čerhov
Čerhov este o comună slovacă, aflată în districtul Trebišov din regiunea Košice. Localitatea se află la altitudinea de 129 m deasupra n.m., se întinde pe o suprafață de 8,53 km2 și în 2017 număra 746 de locuitori.

## Istoric
Localitatea Čerhov este atestată documentar din 1067.

## Demografie
| An:                | 1994 | 2004    | 2014   | 2024   |
| ------------------ | ---- | ------- | ------ | ------ |
| Număr de persoane: | 671  | 819     | 765    | 754    |
| Diferență:         |      | +22,05% | −6,59% | −1,43% |

| An:                | 2023 | 2024 |
| ------------------ | ---- | ---- |
| Număr de persoane: | 754  | 754  |
| Diferență:         |      | +0%  |